# 玉川御殿
玉川御殿（たまがわうどぅん）は、尚清王の八男・尚洪徳、読谷山王子朝苗を元祖とする琉球王族。第二尚氏の分家で、王国末期に兼城間切（現：糸満市兼城地区）の按司地頭を務めた琉球王国の大名。
玉川御殿は1世から7世まで読谷山按司（王子）を称していたが、7世朝悦に子がなく、叔父の6世佐敷按司朝易が家督を継いで、7世仲里按司朝英と称した。その後、13世まで仲里按司を称していたが、13世朝慶に男子がなかったため、尚灝王の七男朝達が養子に入って兼城間切の按司地頭職に就任、14世玉川王子朝達と称した。朝達は牧志恩河事件に巻き込まれて、領地の兼城間切糸満村に蟄居し、失意の内に亡くなった。15世朝常の時、廃藩置県を迎えた。

## 系譜
- 一世・読谷山王子朝苗
- 二世・読谷山按司朝陳
- 三世・読谷山按司朝孝
- 四世・読谷山按司朝宜
- 五世・読谷山王子朝宗
- 六世・読谷山按司朝基
- 七世・読谷山按司朝悦
- 七世・仲里按司朝英（朝悦の叔父・六世佐敷按司朝易が家督を継ぐ）
- 八世・仲里按司朝隆
- 九世・仲里按司朝興
- 十世・仲里按司朝恭
- 十一世・仲里按司朝儀
- 十二世・不詳
- 十三世・仲里按司朝慶
- 十四世・玉川王子朝達（尚灝王七男。朝慶の養子となる。）
- 十五世・玉川按司朝常